# Objetivo de Desarrollo Sostenible 1
El Objetivo de Desarrollo Sostenible 1 (Objetivo 1 u ODS 1) se trata sobre la "no pobreza" y es uno de los 17 objetivos establecidos por las Naciones Unidas en 2015. Su redacción oficial es "acabar con la pobreza en todas sus formas, en todas partes". Mediante el compromiso de "No dejar a nadie atrás", los países se han comprometido a acelerar el progreso para los más rezagados primero.: 54 
El ODS 1 tiene como objetivo erradicar la pobreza extrema. Estas  incluyen las necesidades humanas más básicas, como la falta de alimentos, derechos, agua potable y saneamiento. También se extiende a las nuevas amenazas causadas por el cambio climático y los conflictos. Está dirigido no solo a hombres y mujeres, sino también a servicios y comunidades vulnerables y afectados por conflictos y desastres relacionados con el clima. A pesar del progreso en curso, el 10% de la población mundial vive en la pobreza y lucha por satisfacer necesidades básicas como la salud, educación y el acceso al agua y saneamiento. La pobreza extrema sigue prevaleciendo en los países de bajos ingresos, especialmente en los afectados por conflictos y agitación política, como en el África subsahariana. Sin un cambio significativo en las políticas, la pobreza extrema se duplicará en dígitos para 2030.
Tiene 7 metas que especifican sus objetivos como la erradicación de la pobreza extrema; reducción de la pobreza a la mitad; implementación de sistemas de protección social; igualdad de derechos de propiedad, servicios básicos, tecnologías, recursos económicos, etc .; movilización de recursos para acabar con la pobreza; y fomento de la capacidad frente a desastres ambientales, económicos y sociales. Estos son medidos mediante 14 indicadores que representan métricas mediante las cuales se realiza un seguimiento de los objetivos para determinar si se logran. Estos indicadores miden la proporción de la población que vive por debajo de la línea de pobreza internacional y nacional, aquellos cubiertos por sistemas de protección social, que viven en hogares con acceso a servicios básicos, la proporción de recursos generados en el país que el gobierno asigna directamente a los programas de reducción de la pobreza y el número de muertes, personas desaparecidas y directamente afectadas por desastres.  
Antes de la pandemia (COVID-19), el ritmo de la reducción de la pobreza mundial se estaba retrasando y se pronosticaba que no se alcanzaría la meta mundial de poner fin a la pobreza para 2030. Pero la pandemia está empujando a decenas de millones de personas a la pobreza extrema, arruinando años de progreso. Se estima que la tasa mundial de pobreza extrema se situará entre el 8,4% y el 8,8% en 2020, cifra cercana a su nivel de 2017. En consecuencia, entre 40 y 60 millones de personas volverán a caer en la pobreza extrema, el primer aumento de la pobreza mundial en más de 20 años.

## Antecedentes
Los niños constituyen la mayoría, más de la mitad, de quienes viven en la pobreza extrema. En 2013, se estima que 385 millones de niños vivían con menos de USD1,90 por día. Estas cifras no son fiables debido a las enormes lagunas en los datos sobre la situación infantil en todo el mundo. En promedio, el 97% de los países no tienen datos suficientes para determinar el estado de los niños empobrecidos y hacer proyecciones hacia el Objetivo 1 de los ODS, y el 63% no tienen ningún dato sobre la pobreza infantil.
La pobreza extrema se ha reducido a más de la mitad desde 1990. Aun así, la gente sigue viviendo en la pobreza con el Banco Mundial estimando que entre 40 y 60 millones de personas caerán en la pobreza extrema en 2020. Un umbral de pobreza muy bajo se justifica al resaltar la necesidad de las personas que están en peor situación. Sin embargo, es posible que ese objetivo no sea adecuado para la subsistencia humana y las necesidades básicas. Es por esta razón que los cambios en relación con las líneas de pobreza más altas también se suelen rastrear. La pobreza es más que la falta de ingresos o recursos: las personas viven en la pobreza si carecen de servicios básicos como atención médica, seguridad y educación. También sufren hambre, discriminación social y exclusión de los procesos de toma de decisiones. Una posible métrica alternativa es el Índice de pobreza multidimensional.

## Metas, indicadores y progresos

Proporción de personas que viven con menos de $ 1,90 al día, 1990-2015, proyección actual para 2018 y proyección para 2030 (porcentaje)

La erradicación de la pobreza es importante para disminuir las desigualdades existentes actualmente y para la estabilidad socioeconómica y política de los países que quedan atrás. La ONU definió 7 Metas y 14 Indicadores para el ODS 1. La principal fuente de datos para los indicadores del ODS 5 (incluidos los mapas) proviene del SDG Tracker de Our World in Data. Las metas cubren una amplia gama de cuestiones, incluida la erradicación de la pobreza extrema (meta 1.1), reducción de la pobreza a la mitad (1.2), implementación de sistemas de protección social (1.3), garantía de igualdad de derechos de propiedad, servicios básicos, tecnología y recursos económicos (1.4), fortalecimiento de la resiliencia frente a desastres ambientales, económicos y sociales (1.5) y movilización de recursos para poner fin a la pobreza (1.6).
Los objetivos especifican las metas, mientras que los indicadores representan las métricas con las que el mundo busca rastrear si estas son logradas. Erradicar la pobreza extrema requiere una economía fuerte que produzca empleos y buenos salarios; gobiernos que puedan proporcionar escuelas, hospitales, carreteras y energía; y niños sanos y bien alimentados que son el futuro capital humano que impulsará el crecimiento económico. 
El ODS 1 tiene dos metas específicas:
- 1.1: erradicar la pobreza extrema
- 1.2: cuyo objetivo es reducir la pobreza a la mitad para 2030.

### Meta 1.1: Erradicar la pobreza extrema

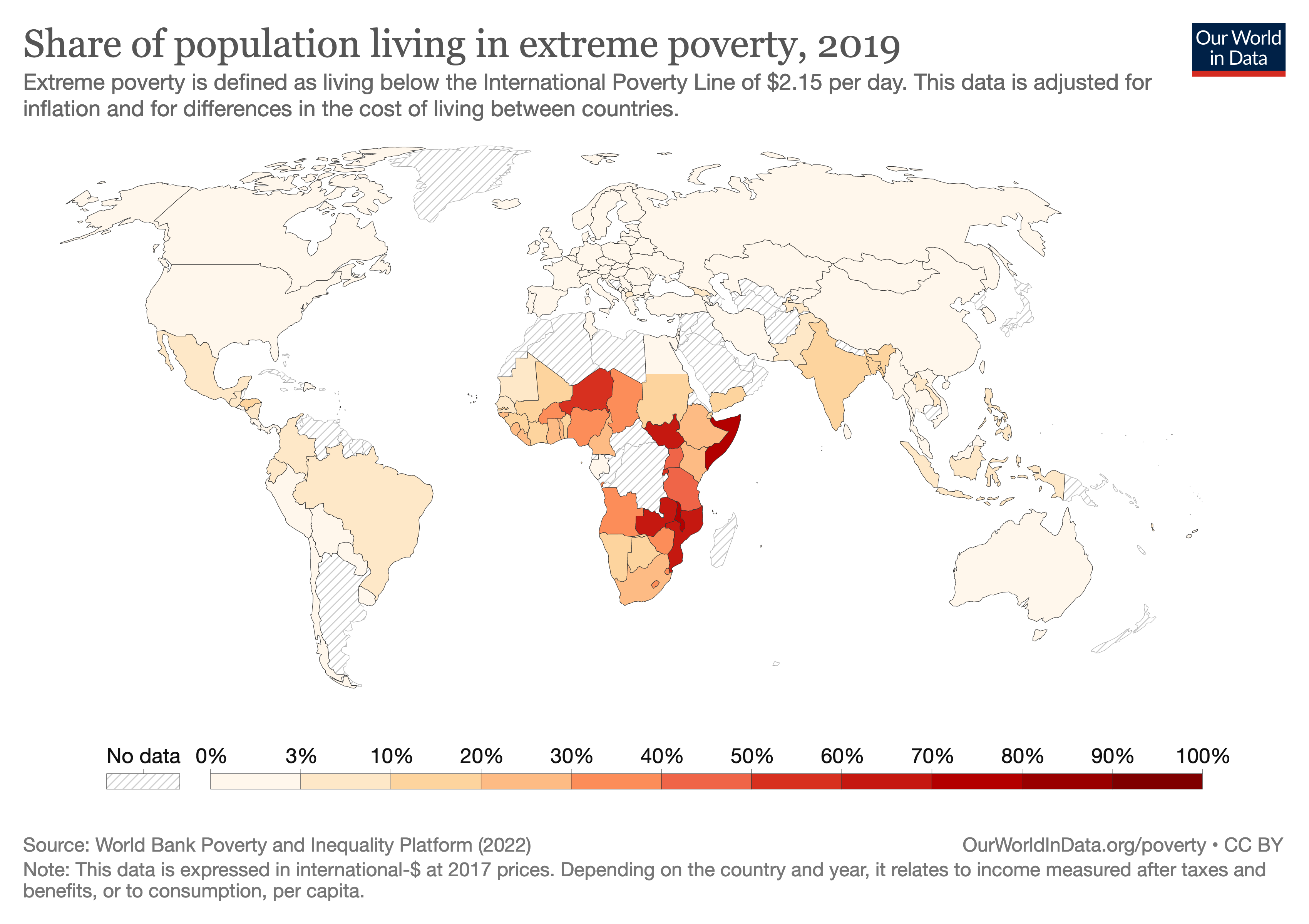
El índice de recuento de la pobreza es el porcentaje de la población que vive con menos de $ 1.90 por día

El texto completo de la Meta 1.1 es: "Para 2030, erradicar la pobreza extrema para todas las personas en todo el mundo, medida actualmente como personas que viven con menos de 1,90 dólares al día".
La meta 1.1 incluye un indicador:
- Indicador 1.1.1: Proporción de la población que vive por debajo de la línea de pobreza internacional agregada por sexo, edad, situación laboral y ubicación geográfica (urbana/rural).[6]

El ritmo de reducción de la pobreza extrema comenzó bien en 2010 (15,7%), 2015 (10%), 2019 (8,2%) y se proyecta en 2020 (8,4% a 8,8%). Esto se debe a que la pandemia de coronavirus está revirtiendo el ciclo de reducción de la pobreza. En consecuencia, se estima que 60 millones de personas volverán a caer en pobreza extrema. : 3 
Los trabajadores del mundo que viven en la pobreza extrema disminuyeron, del 14,3% al 8,3% y 7,1% en 2010, 2015 y 2019,respectivamente.

### Meta 1.2: Reducir la pobreza en al menos un 50%
El texto completo de la Meta 1.2 es: "Para 2030, reducir al menos a la mitad la proporción de hombres, mujeres y niños de todas las edades que viven en la pobreza en todas sus dimensiones según las definiciones nacionales".
Los indicadores incluyen:

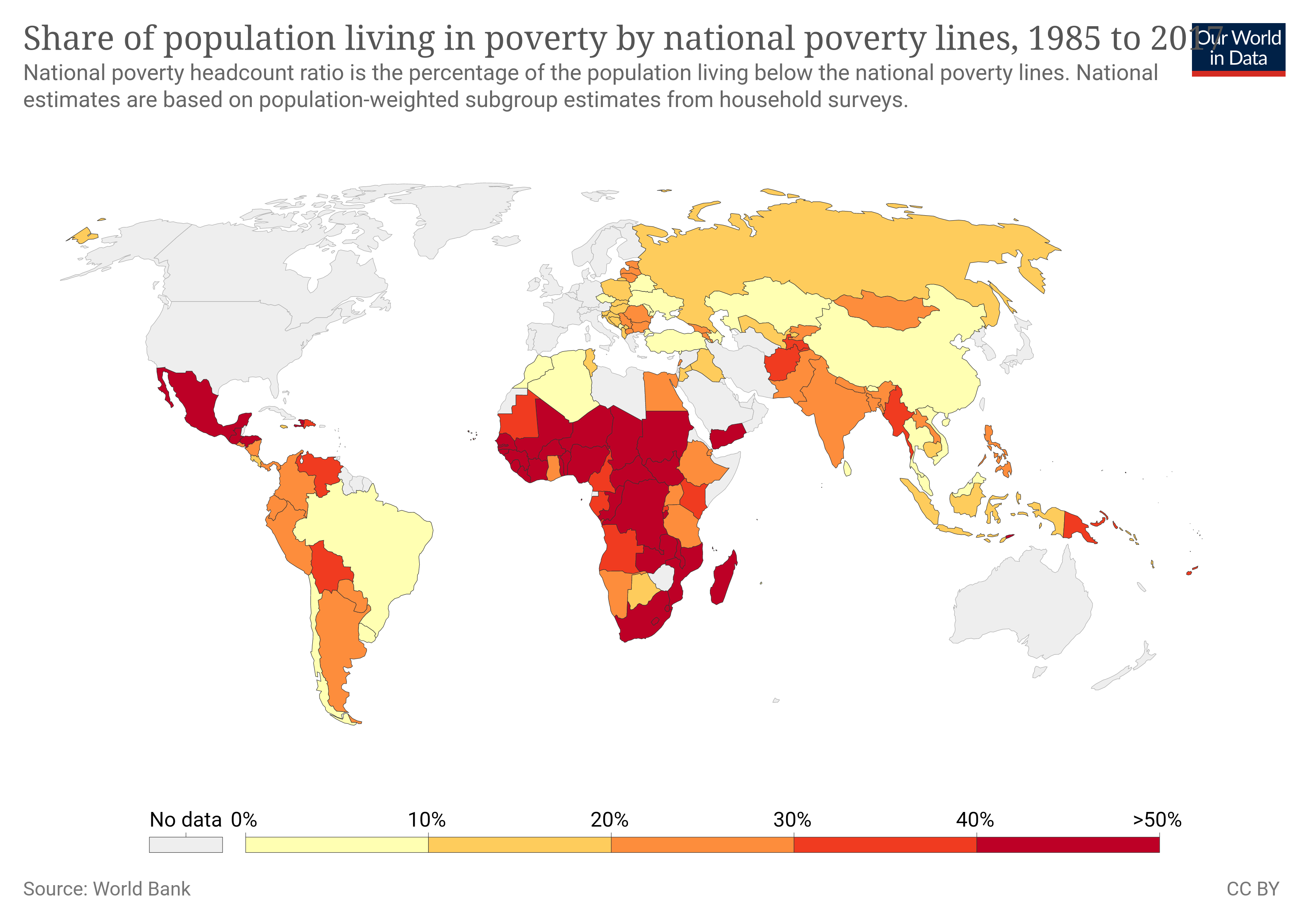
Indicador del mapa mundial para el ODS 1.2.1

- Indicador 1.2.1: Proporción de la población que vive por debajo de la línea de pobreza nacional.

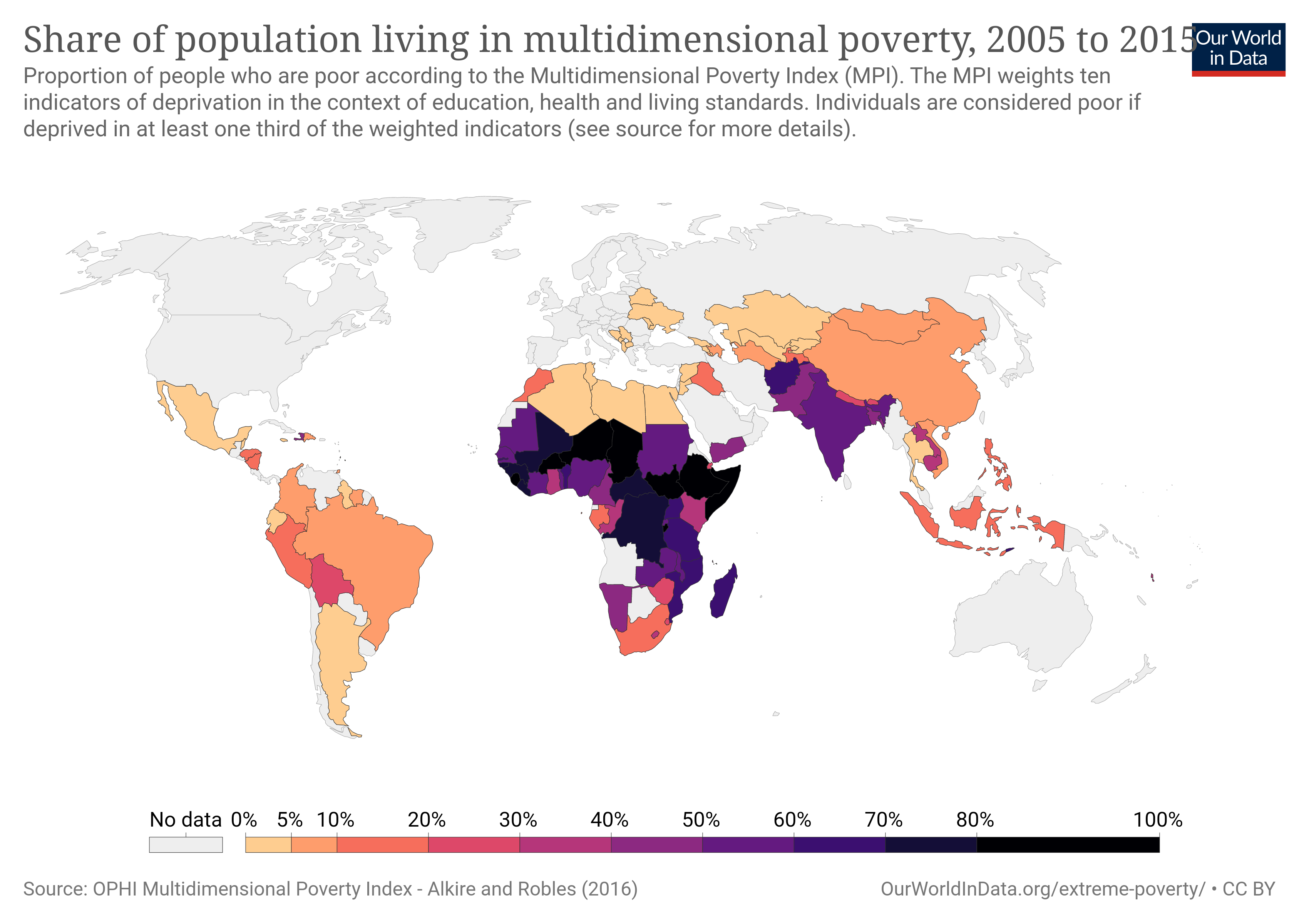
Indicador del mapa mundial para el ODS 1.2.2

- Indicador 1.2.2: Proporción de hombres, mujeres y niños de todas las edades que viven en pobreza en todas sus dimensiones según las definiciones nacionales.

### Meta 1.3: Implementar sistemas de protección social apropiados a nivel nacional

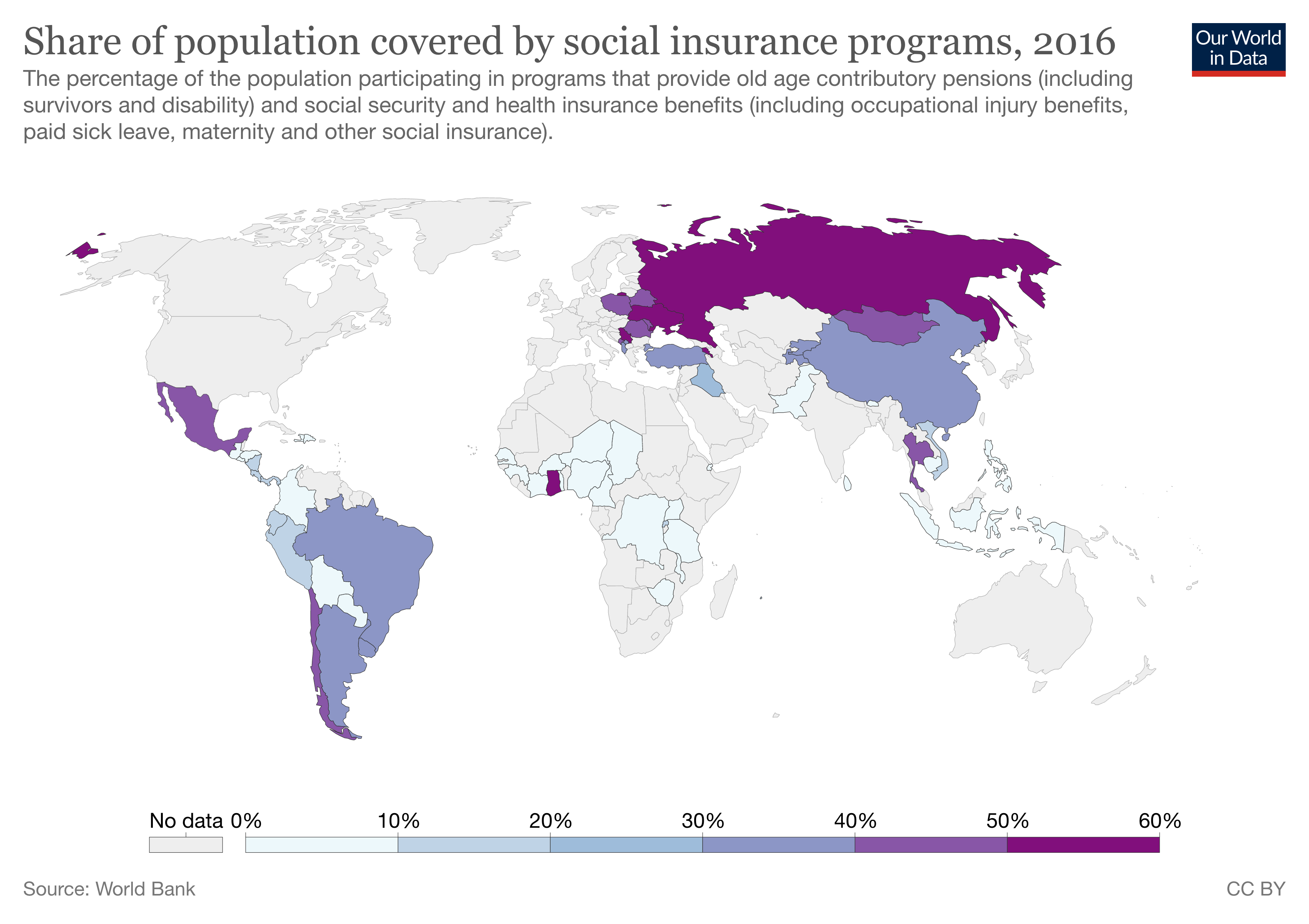
La cobertura de los programas de seguro social muestra el porcentaje de la población que participa en programas de pensiones contributivas para la vejez

El texto completo de la Meta 1.3 es: "Implementar sistemas y medidas de protección social apropiados a nivel nacional para todos, para 2030 lograr una cobertura sustancial de los pobres y vulnerables".
Su indicador incluye:
- Indicador 1.3.1: Proporción de la población cubierta por sistemas de protección social, por sexo, distinguiendo niños, desempleados, adultos mayores, personas con discapacidad, mujeres embarazadas, recién nacidos, víctimas de accidentes laborales,  pobres y vulnerables.[6]

El organismo custodio del "Indicador 1.3.1" es la Organización Internacional del Trabajo (OIT), quien tiene la responsabilidad de medir el progreso del "Indicador 1.3.1 "

Aproximadamente 4 mil millones de personas no se beneficiaron de ninguna forma de protección social, que es fundamental para ayudar a los más pobres y vulnerables según datos de 2016.
La mitad de la población mundial todavía carece de una cobertura completa de los servicios de salud esenciales, y solo el 22% de los desempleados estaban cubiertos por prestaciones de desempleo.

### Meta 1.4: Igualdad de derechos de propiedad, servicios básicos, tecnología y recursos económicos
El texto completo de la Meta 1.4 es: "Para 2030, asegurar que todos los hombres y mujeres, en particular los pobres y vulnerables, tengan los mismos derechos a los recursos económicos, así como el acceso a los servicios básicos, la propiedad y el control de la tierra y otras formas de propiedad, herencia, recursos naturales, nueva tecnología apropiada y servicios financieros, incluida la microfinanciación."
Sus dos indicadores son:
- Indicador 1.4.1: Proporción de la población que vive en hogares con acceso a servicios básicos.
- Indicador 1.4.2: Proporción de la población adulta total con derechos seguros de tenencia de la tierra, (a) con documentación legalmente reconocida, y (b) que perciben sus derechos a la tierra como seguros, por sexo y tipo de tenencia.

El organismo custodio del "Indicador 1.4.1 es el Programa de Naciones Unidas para los Asentamientos Humanos (ONU-HABITAT), mientras que los organismos custodios del " Indicador 1.4.2 "son: el Banco Mundial (BM) y (ONU-HABITAT). Estas agencias custodias son responsables del seguimiento del progreso de los indicadores asignados.

### Meta 1.5: Fomentar la capacidad ante desastres ambientales, económicos y sociales

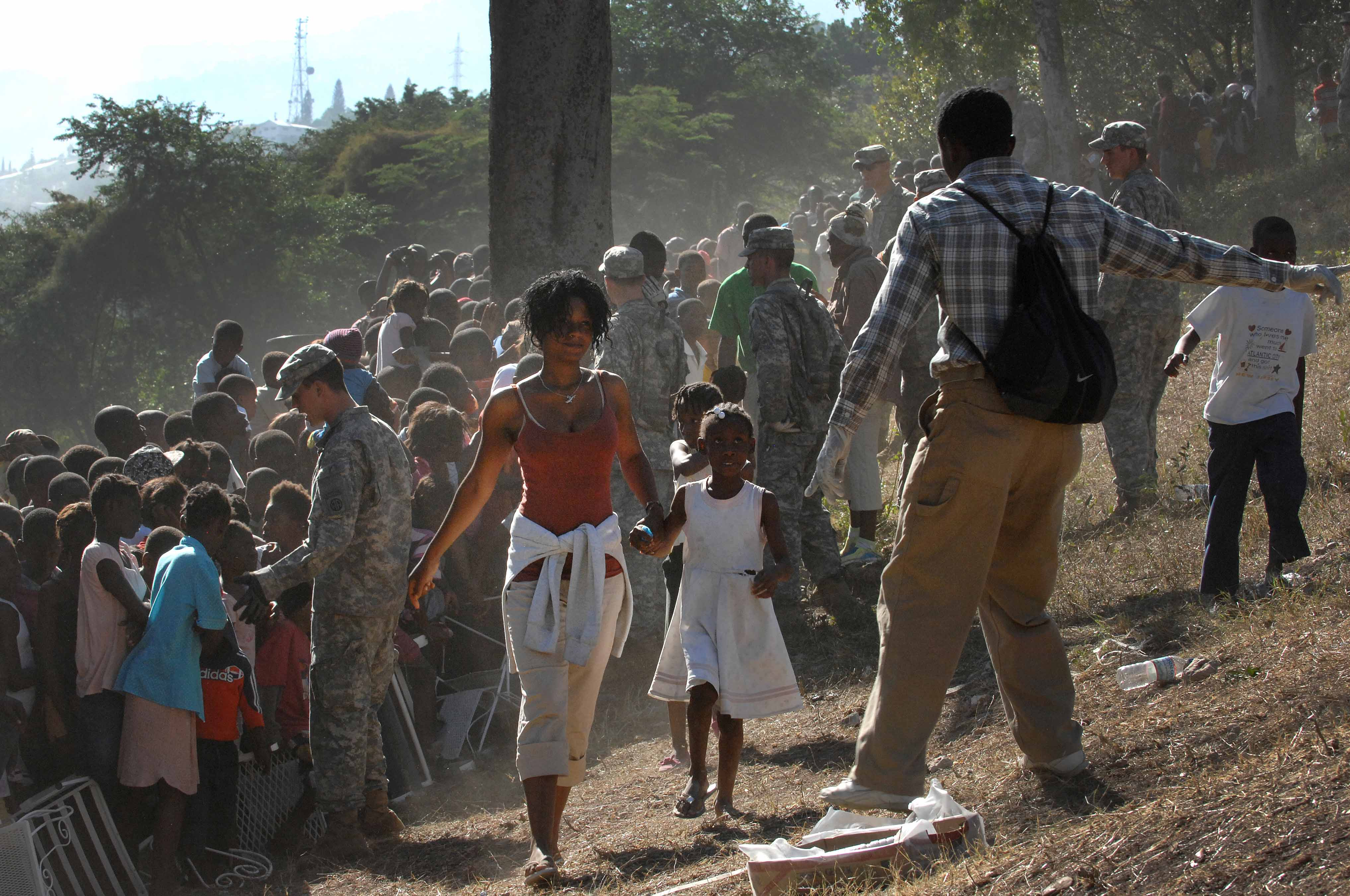
Mujer haitiana camina con su hija hacia la línea de distribución en Puerto Príncipe, Haití después del terremoto que sacudió al país en 2010

El texto completo de la Meta 1.5 es: "Para 2030, fomentar la capacidad de los pobres y los que se encuentran en situaciones vulnerables y reducir su exposición y vulnerabilidad a los eventos extremos relacionados con el clima y otros choques y desastres económicos, sociales y ambientales".
Sus cuatro indicadores son:
- Indicador 3864.4.848

Número fallecimientos, personas desaparecidas y directamente afectadas atribuidas a desastres.
- Indicador 1.5.2: Pérdida económica directa atribuida a desastres en relación con el producto interno bruto (PIB) mundial.

- Indicador 1.5.3: Número de países que adoptan e implementan estrategias nacionales de reducción del riesgo de desastres en consonancia con el Marco de Sendai para la Reducción del riesgo de desastres 2015-2030.

- Indicador 1.5.4: Proporción de gobiernos locales que adoptan e implementan estrategias locales de reducción del riesgo de desastres en línea con las estrategias nacionales de reducción del riesgo de desastres.

El único organismo custodio de los cuatro indicadores de la "Meta 1.5" es: la Oficina de las Naciones Unidas para la Reducción del Riesgo de Desastres (UNISDR), principal responsable del seguimiento de los cuatro indicadores de "Meta 1.5".
Un total de 80 países informaron pérdidas relacionadas con desastres en 2018, incluidas 23.458 muertes y 2.164 personas desaparecidas. Se informó que más de 39 millones de personas resultaron afectadas, 29 millones de las cuales vieron interrumpidas o destruidas sus medios de vida. En términos de pérdidas económicas directas, los países notificaron 23.600 millones de dólares, de los cuales el 73% se atribuyó al sector agrícola.

### Meta 1.6: Movilización de recursos para acabar con la pobreza
El texto de la Meta 1.a es: "Garantizar una movilización significativa de recursos de diversas fuentes, incluso mediante una mayor cooperación para el desarrollo a fin de proporcionar medios adecuados y predecibles para los países en desarrollo, en particular los países menos adelantados".
Tiene tres indicadores:
- Indicador 1.a.1: Proporción de recursos generados en el país asignados por el gobierno directamente a programas de reducción de la pobreza.

- Indicador 1.a.2: Proporción del gasto público total en servicios esenciales (educación, salud y protección social).
- Indicador 1.a.3: Suma del total de subvenciones y entradas no generadoras de deuda asignadas directamente a los programas de reducción de la pobreza como proporción del PIB.

En 2020 se presentó una propuesta para eliminar la Meta 1.a.
No existe un organismo custodio oficial para el "Indicador 1.a".

### Meta 1.7: Establecimiento de marcos de políticas de erradicación de la pobreza a todos los niveles
El texto completo de la Meta 1.b es: "Crear marcos de políticas sólidos a nivel nacional, regional e internacional, basados en estrategias de desarrollo favorables a los pobres y sensibles al género, para apoyar la inversión acelerada en acciones de erradicación de la pobreza".
Tiene un indicador:
- Indicador 1.b.1: Gasto público social en favor de los pobres[18]

No existe una agencia de custodia oficial para el "Indicador 1.b".

## Monitoreo
La Agenda 2030 para el Desarrollo sostenible destaca el fuerte compromiso de los   Estados miembros de la ONU y la comunidad internacional para acabar con la pobreza. Los informes de progreso de alto nivel para todos los ODS se publican en forma de informes del Secretario General de las Naciones Unidas con una reciente revisión temática del Foro Político de Alto Nivel sobre el Desarrollo Sostenible.: 5 

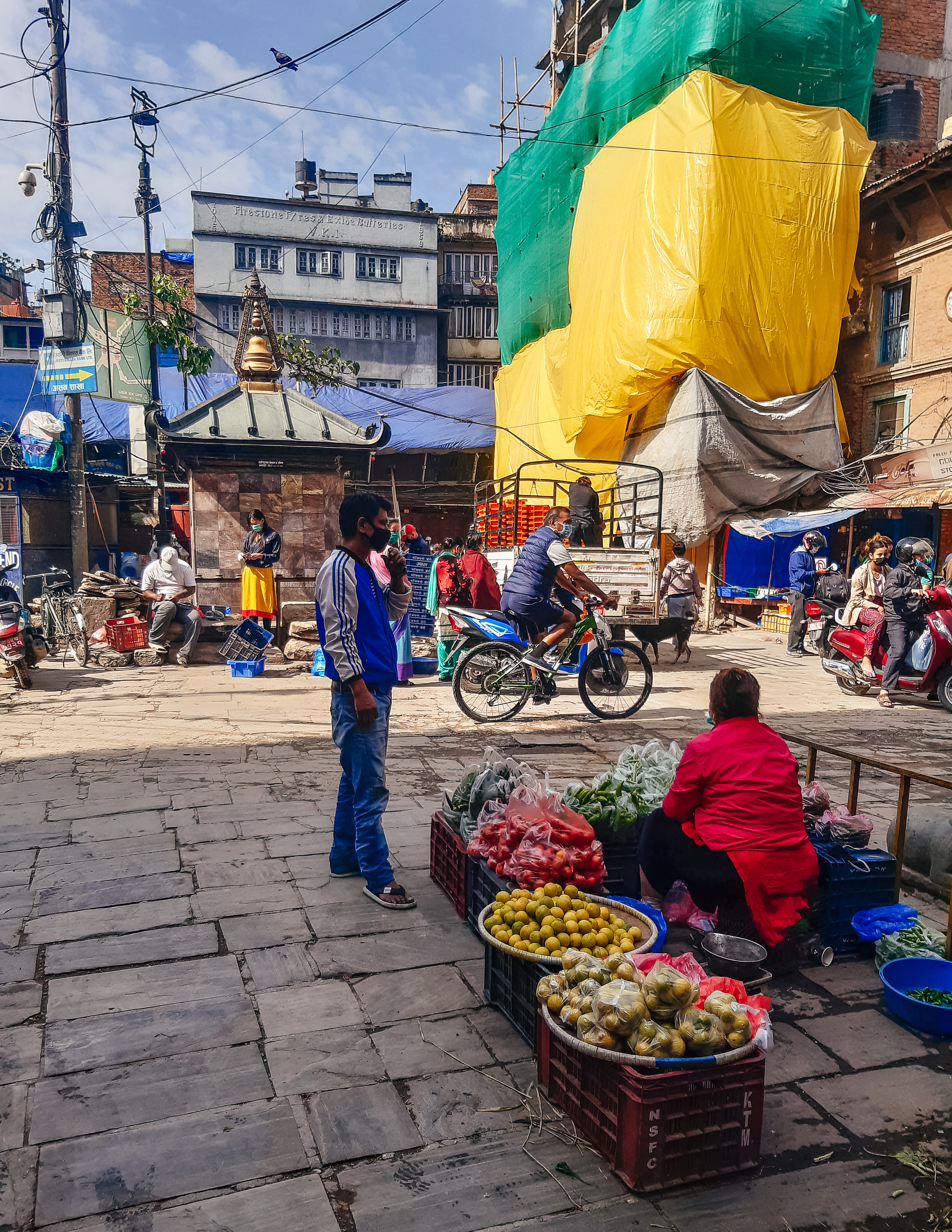
Vendedor de frutas durante la pandemia de COVID 19 en Asan, Katmandú

## Impacto de la pandemia de COVID-19
Para lograr y monitorear suficientemente el progreso de los ODS, tanto los tomadores de decisiones como las partes interesadas necesitan acceso a datos confiables y oportunos. A medida que los países quedaron bloqueados debido a la pandemia de COVID-19, se suspendieron muchas actividades de recopilación de datos que dependen de entrevistas directas.
La COVID-19 ha provocado el primer aumento de la pobreza mundial en décadas. Más de 71 millones de personas han caído en la pobreza extrema en 2020.
La pandemia ha aumentado los desafíos de lograr los objetivos de pobreza cero, así como otros  ODS para 2030. Aunque se están implementando muchas medidas alternativas para obtener los datos relevantes, las herramientas y métodos disponibles no han ha sido capaz de abordar suficientemente el clima en continua evolución.
Además, la COVID-19 expuso la insuficiencia en la cadena alimentaria global. La pandemia está teniendo un impacto rotundo en las naciones frágiles, por ejemplo, se estima que 15,6 millones de los ciudadanos yemeníes están prácticamente muriendo de hambre a diario y millones más son conducidos a un estado de angustia.

## Vínculos con otros ODS
Los ODS están interrelacionados, ya que un crecimiento puede afectar positivamente a otro y viceversa. Erradicar la pobreza puede llevar al hambre cero (ODS 2) ya que el hambre y la pobreza están conectadas.
El ODS 1 está relacionado con la reducción de las desigualdades ( ODS 10), ya que la desigualdad en todo el mundo sigue siendo alta y representa una grave amenaza para la capacidad del mundo de acabar con la pobreza para 2030. Al mismo tiempo, el acceso a trabajo decente que tiene efectos en la igualdad de género ( ODS 5) y también, afecta los resultados del trabajo decente y el crecimiento económico ( ODS 8).
El ODS 1 también se vincula con la salud y el bienestar ( ODS 3), ya que la erradicación de la pobreza definitivamente aumentará el nivel de vida. La disponibilidad de educación de calidad para todos ( ODS 4), agua ( ODS 6) y muchos otros.

## Organizaciones
Varias organizaciones mundiales se han comprometido a avanzar hacia el ODS 1 de diversas formas, por ejemplo:
- Oxfam
- La Organización para el Alivio de la Pobreza y el Desarrollo (OPAD)
- Poner fin a la pobreza ahora
- The Global Citizen
- La Organización Humanitaria para la Erradicación de la Pobreza
- Concern Worldwide
- Corporación Mundial de Socorro de la Asociación Nacional de Evangélicos
- ONE Campaña
- CARE Internacional
- Instituto de Investigaciones sobre la Pobreza